# Руис, Карлос
Ка́рлос Умбе́рто Руи́с Гутье́ррес (исп. Carlos Humberto Ruiz Gutiérrez; родился 15 сентября 1979 года в Гватемале, Гватемала) — гватемальский футболист, нападающий. Лучший бомбардир сборной Гватемалы за всю историю.

## Клубная карьера

### Ранняя карьера и переезд в США
Руис начал свою карьеру в местном клубе «Сан-Карлос». В возрасте 12 лет он поступил в молодёжную академию клуба «Мунисипаль». В 16 лет Карлос дебютировал за клуб на профессиональном уровне. В 2000 году в статусе восходящей звезды чемпионата Гватемалы он съездил в краткосрочную аренду в греческий «ПАС». За «Мунисипаль» Руис провел в 143 матча и забил 69 голов, а также дважды выиграл чемпионат.
В 2002 году Карлос перешёл в «Лос-Анджелес Гэлакси». Перед переездом в США он испытывал опасения, по поводу уровня чемпионата MLS. Но после переходы в «Гэлакси» был приятно удивлен, что его опасения не соответствуют действительности.

### «Лос-Анджелес Гэлакси»
В своем дебютном сезоне Руис забил 24 года и выиграл золотую бутсу первенства, а также помог своей команде выиграть чемпионат. Карлос забил единственный золотой гол в истории MLS. Он был назван Самым ценным футболистом года в США. В своем втором сезоне Руис немного снизил результативность и в результате разделил лавры лучшего бомбардира с Тейлором Твеллманом, забив 15 мячей. В 2004 году он остался лучшим снайпером команды поразив ворота соперников 11 раз. В межсезонье 2003/2004 года Карлос съездил на просмотр в английский «Вулверхэмптон Уондерерс».

### «Даллас» и возвращение в «Гэлакси»

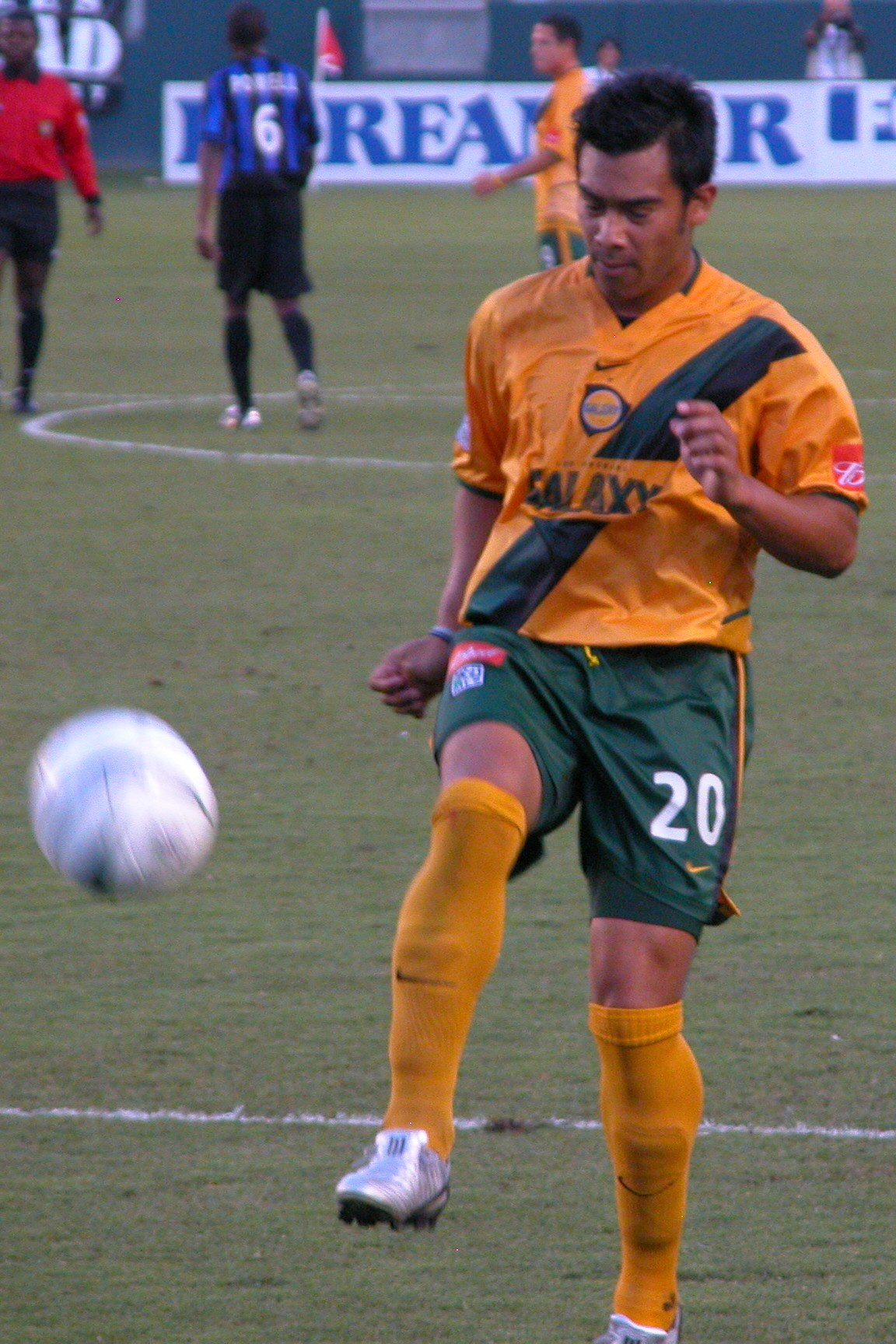
Руис в составе «Лос-Анджелес Гэлакси»

В 2005 году, когда Лэндон Донован выразил желание вернуться в «Гэлакси», руководству клуба пришлось освободить место в атаке для своего лидера продав Руиса. Карлос был выбран «Далласом» на драфте под номером 1. За остаток сезона в новой команде он забил 11 мячей и сделал две голевые передачи. Во время плей-офф Руис забил два гола во втором матче против «Колорадо Рэпидз», но в серии пенальти «Даллас» уступил. В феврале 2006 года MLS полностью выкупил в «Мунисипаль» остаток прав на нападающего и «быки» смогли подписать с ним контракт на несколько лет. В марте 2006 года в матче против «Ди Си Юнайтед» Руис забил гол ударом через себя, позже этот мяч был признан «Голом десятилетия» путём голосования в Интернете.
В 2007 году в ответном поединке против «Хьюстон Динамо» Руис отомстил Рикардо Кларку за болезненный удар с первом поединке, за это оба получили самую длинную дисквалификацию в истории MLS. В 2008 году Карлос вернулся в «Гэлакси», но из-за травмы провел всего 10 матчей и забил 1 мяч.

### «Торонто»

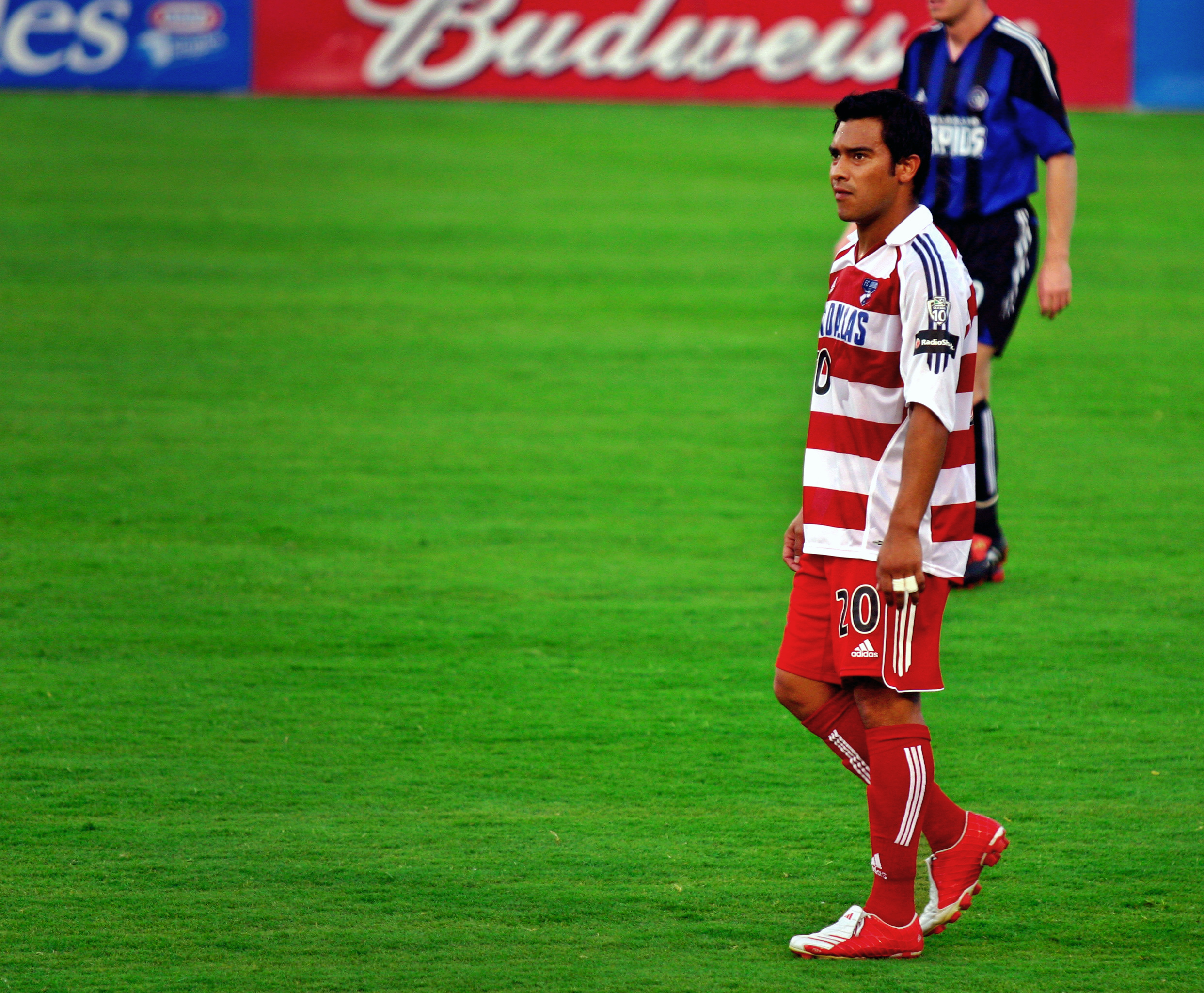
Руис в составе «Далласа»

19 августа 2008 года Руис перешёл в «Тороното», который в свою очередь отпустил Лорана Робера, чтобы освободить место для гватемальца. По планам руководство канадского клуба Руис должен был стать главным бомбардиром команды уже имея титул лучшего снайпера и забив на момент перехода 82 года в MLS. В первых пяти матчах Карлос не забил ни одного мяча и был отпущен после подписания Дуэйна Де Розарио.

### «Олимпия»
31 января 2009 года Руис перешёл в парагвайскую «Олимпию», по приглашению тренера Эвера Уго Алмейды. В 18 матчах парагвайской Примеры Карлос забил 10 мячей и стал любимцем болельщиков. Наиболее ярко Руис проявил себя в дерби против «Серро Портеньо» забив два гола и в поединке против «Рубио Нью», где сделал хет-трик.

### «Пуэбла»
30 июня 2009 года Руис перешёл в мексиканскую «Пуэблу». В новой команде Карлос выбрал свой любимый 20 номер, который был у него в сборной и в «Лос-Анджелес Гэлакси». 25 июля в поединке против «УАНЛ Тигрес» о дебютировал в мексиканской Примере. В этом же матче Карлос забил свой первый мяч, реализовав пенальти.

### «Арис»
12 июля 2010 года Руис вернулся в Грецию, где подписал контракт с «Арисом». 18 августа он вышел на поле в матче раунда плей-офф Лиги Европы против австрийской «Аустрии», став таким образом первым гватемальским футболистом, когда-либо появлявшимся на поле в турнирах под эгидой УЕФА. Карлос забил в каждом поединке по голу и помог команде выйти в следующий раунд. 29 августа в матче против «Кавала» Руис дебютировал за команду в греческой Суперлиге. 4 января 2011 года в поединке против все той же «Кавалы» Каролс забил свой первый гол за команду в чемпионате Греции.

### Возвращение в Северную Америку
22 февраля 2011 года Руис вернулся в США, где подписал контракт с «Филадельфия Юнион». 20 марта в матче против «Хьюстон Динамо» он дебютировал за новую команду. 27 марта в матче против «Ванкувер Уайткэпс» Карлос забил свой первый гол за новую команду и помог ей победить. 22 мая во встрече против «Чикаго Файр» Руис забил гол ударом с 32 метров, этот мяч был признан «Голом недели в MLS».

### «Веракрус»
3 августа 2011 года Руис перешёл в «Веракрус». 7 августа в матче против «Ирапуато» он дебютировал за новую команду. 21 августа в поединке против «Коррекаминос» Карлос забил свой первый мяч за клуб. В марте 2012 года руководство клуба разорвать контракт с нападающим и Карлос остался без клуба.

### «Ди Си Юнайтед»
31 января 2013 года появилась информация о возвращении Карлоса в «Мунисипаль», но уже 20 февраля он подписал контракт с «Ди Си Юнайтед». 9 марта в матче против «Реал Солт-Лейк» Руис дебютировал за новую команду, выйдя на замену вместо Лионарда Пахоя. По окончании сезона 2013 вашингтонский клуб не стал продлевать контракт с гватемальским нападающим.

### Возвращение в «Мунисипаль»
8 февраля 2014 года Руис вернулся в «Мунисипаль», подписав 18-месячный контракт.

### Возвращение в «Даллас»
15 сентября 2016 года Руис во второй раз стал игроком «Далласа».

## Международная карьера
11 ноября 1998 года в товарищеском матче против сборной Мексики Руис дебютировал за сборную Гватемалы. 19 марта 1999 года в матче Кубка наций Центральной Америки против сборной Сальвадора он забил первый гол за национальную команду. В 2000 году в началом развития футзала в стране Карлос был выбран наряду с другими 11 футболистами, чтобы представлять Гватемалу на чемпионате мира. На турнире он забил один мяч.
Руис принимал участие в квалификационных матчах к чемпионатам мира 2002, 2006, 2010 и 2014 годов и в каждом забивал в каждом турнире не меньше 6 мячей. 14 июня в матче против Сент-Люсии он побил рекорд результативности по количеству голов в одном матче Хуана Карлоса Плата, забив 4 мяча.
В 2011 году в составе сборной Карлос принял участие в розыгрыше Золотого кубка КОНКАКАФ. На турнире он сыграл в матче против сборной Мексики, Гондураса, Ямайки и Гренады. В поединках против мексиканцев и гренадцев Руис забил два гола.
16 октября 2012 года Карлос объявил об окончании карьеры в сборной, но вскоре решил продолжить выступления за национальную команду.
В 2015 году в составе сборной Руис принял участие в розыгрыше Золотого кубка КОНКАКАФ. На турнире он сыграл в матче против сборной Кубы, сборной Мексики и Тринидада и Тобаго. В поединке против тринидадцев Карлос забил гол.
2 сентября 2016 года в квалификационном матче к чемпионату мира 2018 Карлос Руис забил 2 мяча в ворота сборной Тринидада и Тобаго, а 6 сентября в прощальном матче за сборную Гватемалы забил 5 мячей в ворота сборной Сент-Винсента и Гренадин. Всего за сборную Руис забил 68 мячей и сыграл 133 матча.

## Достижения
Командные
 «Мунисипаль»
- Чемпионат Гватемалы — Клаусура 2000
- Чемпионат Гватемалы — Клаусура 2002

 «Лос-Анджелес Гэлакси»
- MLS — 2002

Индивидуальные
- Лучший бомбардир MLS (29 мячей) — 2002
- Лучший бомбардир MLS (15 мячей) — 2003
- Самый ценный футболист MLS — 2002
- Лучший бомбардир в истории по забитым мячам в отборочных матчах чемпионатов мира (39 мячей)
- Лучший бомбардир сборной Гватемалы по футболу (68 мячей)